# Raszyca
Raszyca (XIII wiek), podkomorzy opolski.
Był aktywny na dworze książąt opolskich w latach 1240–1267. Pełnił urząd skarbnika (od około 1245), podkomorzego (od 1246), później drugiego podkomorzego (także podkomorzego księżnej). Zapoczątkował ród rycerski, piszący się z Raszczyc pod Raciborzem; był ojcem Prosza (wymieniany w dokumentach z 1247 w otoczeniu księcia opolskiego Władysława) i prawdopodobnie Stefana Raszczyca (wymienianego w latach 1274-1285).